# Welt des Mittags
Welt des Mittags ist die Bezeichnung für eine von den sowjetischen Science-Fiction-Autoren Arkadi und Boris Strugazki erdachte Zukunftswelt, die im Zentrum ihrer Werke steht. In unterschiedlichen, selbstständigen Erzählungen, Powesti und Romanen dieser Autoren tauchen dieselben Figuren, Planeten, technischen Errungenschaften und eine gleichartige gesellschaftliche Ordnung auf. Die Bezeichnung „Welt des Mittags“ ist dem Band mit Erzählungen „Mittag, 22. Jahrhundert“ entnommen, der eine neu zusammengesetzte und überarbeitete Ausgabe des 1962 auf Russisch erschienenen Episodenromans Rückkehr darstellt. Die Bezeichnung findet sich ebenso im englischen Sprachraum als „Noon Universe“ sowie im russischen als „Мир Полудня“. Im deutschen Sprachraum tauchte die Bezeichnung erstmals in einem Nachwort von Erik Simon zum Erzählband Mittag, 22. Jahrhundert auf. Der „Mittag“ in dieser Bezeichnung steht dabei für den „hohen Stand der Entwicklung menschlicher Zivilisation“.

## Werke des Mittagszyklus
Die zur Welt des Mittags gehörenden Werke der Strugazkis, sortiert nach der Chronologie der Handlung, mit Angabe des Erscheinungsdatums des russischen Originals:
- Rückkehr, Episodenroman 1962, ab 1967 verändert als Mittag, 22. Jahrhundert, Erzählband
- Einige Kurzgeschichten, die nicht im obigen Erzählband aufgenommen wurden
- Fluchtversuch, Roman 1962
- Der ferne Regenbogen, Roman 1963
- Es ist nicht leicht, ein Gott zu sein, Roman 1964
- Die bewohnte Insel, Roman 1969
- Die dritte Zivilisation, Roman 1971
- Der Junge aus der Hölle, Kurzroman 1974
- Unruhe, Roman 1990, beruhend auf einem Manuskript von 1965
- Ein Käfer im Ameisenhaufen, Roman 1979/80
- Die Wellen ersticken den Wind, Roman 1985/86

## Gesellschaft des Mittagsuniversums
Die Strugazkis haben die Gesellschaft ihrer Mittagswelt einmal wie folgt beschrieben:

„Wir haben eine Welt dargestellt, von der wir träumen, eine Welt, in der wir gern leben und arbeiten würden, eine Welt, für die zu leben und zu arbeiten wir uns heute bemühen. Wir haben versucht eine Welt zu zeigen, die den Menschen unbegrenzte Möglichkeiten zur geistigen Entfaltung und zum Schöpfertum bietet.“

Die häufig im Konflikt mit der sowjetischen Zensur stehenden Autoren haben dabei darauf verzichtet, ihre Linientreue durch marxistisches Vokabular herauszustellen. Ihre „Helden“ sind auch nie fehlerlose „Übermenschen“, wie sie die sowjetische Propaganda der Entstehungszeit ihrer frühen Werke gerne prognostizierte, obwohl ihre Zukunftsgesellschaft recht eindeutig Züge einer kommunistischen Gesellschaft trägt: Es gibt keine Geldwirtschaft mehr, die Menschen sind frei von materiellen Sorgen und ihr Antrieb zu arbeiten besteht im Erkenntnisinteresse oder in schöpferischen oder pädagogischen Neigungen. Hierarchien existieren jedoch weiter und das Schicksal des Lew Abalkin in „Ein Käfer im Ameisenhaufen“ verdeutlicht, dass es Institutionen gibt, die z. B. die Möglichkeiten zu studieren und einen bestimmten Beruf zu ergreifen regeln – nach allen Regeln der hoch geschätzten pädagogischen Wissenschaft. Erik Simon hat die Welt des Mittags daher sogar als „Erziehungsutopie“ bezeichnet: Im Verlauf der schriftstellerischen Ausformung der Welt des Mittags scheinen Hierarchien ausdrücklich zuzunehmen: So spricht Maxim Kammerer in Ein Käfer im Ameisenhaufen Rudolf Sikorski nicht nur als Chef an, sondern als „Exzellenz“. »Der Zukunftszyklus der Strugazkis wird anfangs getragen von der Extrapolation hin zu einer schönen, vernünftigen, fortschrittlichen Welt, aber als die Autoren das Vertrauen an die Grundlagen ihrer Extrapolationen nach und nach verlieren, sie aus den tagtäglich erfahrenen Idiotien des real existierenden Sozialismus ganz andere Extrapolationen abzuleiten imstande sind, verfinstert sich der Mittag.«

## Wichtige handelnde Personen
Einzelne Personen aus der Welt des Mittags tauchen in etlichen Werken auf, mal als zentrale handelnde Personen, mal nur als per Funk Anweisungen gebende Vorgesetzte – oder sie und ihre Taten werden als positive oder abschreckende Beispiele in Gesprächen erwähnt. Dazu gehören:
- Leonid Andrejewitsch Gorbowski (Mittag, 22. Jahrhundert, Die dritte Zivilisation, Der ferne Regenbogen, Unruhe, Die Wellen ersticken den Wind, erwähnt in Fluchtversuch und Ein Käfer im Ameisenhaufen)
- Maxim Kammerer (Die bewohnte Insel, Ein Käfer im Ameisenhaufen, Die Wellen ersticken den Wind, erwähnt in Die dritte Zivilisation)
- Rudolf Sikorski (Die bewohnte Insel, Ein Käfer im Ameisenhaufen, Die dritte Zivilisation, erwähnt in Die Wellen ersticken den Wind)
- Lew Abalkin (Ein Käfer im Ameisenhaufen)
- Gennadi Jurjewitsch Komow (Mittag, 22. Jahrhundert, Die dritte Zivilisation, Ein Käfer im Ameisenhaufen, Die Wellen ersticken den Wind)
- Don Rumata / Anton (Aktiv in Es ist nicht leicht, ein Gott zu sein, erwähnt als Progressor in verschiedenen Werken)
- Isaak Bromberg (Aktiv in Ein Käfer im Ameisenhaufen, erwähnt in mehreren Werken)

## Begriffe aus der Welt des Mittags
- Progressoren: menschliche Beobachter und “Entwicklungshelfer” auf anderen Planeten
- Die Wanderer: Bezeichnung für eine technologisch hochstehende außerirdische Zivilisation, nur durch ihre Hinterlassenschaften auf verschiedenen Planeten bekannt
- Kommission für Kontakte: leitet die diplomatischen Beziehungen zwischen der Erde und außerirdischen Zivilisationen
- Großes Gesamtplanetarisches Informatorium: Eine umfassende Datenbank, die tendenziell das aktuelle Wissen der Menschheit umfasst.

## Planeten der Welt des Mittags
- Pandora (Unruhe, erwähnt in vielen weiteren als „Freizeitplanet“)
- Saraksch (Die bewohnte Insel)
- Regenbogen (Der ferne Regenbogen)
- Leonida (Gegenstand der Erzählung Ein gut eingerichteter Planet im Band Mittag, 22. Jahrhundert, in anderen Werken als Heimat einer ökologischen Zivilisation erwähnt)
- Tagora (erwähnt in Fluchtversuch und Ein Käfer im Ameisenhaufen)
- Giganda (Der Junge aus der Hölle)
- Esperanza (Ein Käfer im Ameisenhaufen)
- Pantia (erwähnt in Die dritte Zivilisation)
- Wladislawa (erwähnt in Mittag 22.Jahrhundert)
- EN 7031 / Saula (Fluchtversuch)

## Fortführung der „Mittagswelt“
Seit 2002 gab Boris Strugazki eine SF-Zeitschrift heraus, die sich mit ihrem Namen „Mittag, 21. Jahrhundert“ auf die „Welt des Mittags“ bezieht.